# Gemarmerde oogspanner
De gemarmerde oogspanner (Cyclophora pendularia) is een nachtvlinder uit de familie van de spanners, de Geometridae.

## Kenmerken
De voorvleugellengte bedraagt tussen de 12 en 14 millimeter. De vleugels zijn rossig met talrijke grijze stippeling, die zorgen voor een marmerachtige tekening. Op elke vleugel bevindt zich een duidelijk oogvlekje.

## Waardplanten
De gemarmerde oogspanner gebruikt wilg als waardplant. De soort leeft in wilgenstruweel en op heiden. De rups is te vinden in juni-juli en daarna in augustus-september.

## Voorkomen
De soort komt verspreid over Europa voor. De soort overwintert als gordelpop aan een wilgenblad.

### Nederland en België
De gemarmerde oogspanner is in Nederland en België een zeer zeldzame soort. De vlinder kent jaarlijks twee generaties die vliegen van eind april tot halverwege augustus.